# Campionato mondiale di Formula E 2020-2021
Il Campionato mondiale di Formula E 2020-2021 (per ragioni commerciali denominato ABB FIA Formula E World Championship 2020-2021) è stata la settima edizione del campionato di Formula E, competizione automobilistica destinata a vetture monoposto con motore elettrico. La stagione ha avuto inizio il 26 febbraio 2021 con l'E-Prix di Dirʿiyya e si è conclusa il 15 agosto 2021 con l'E-Prix di Berlino.
Da questa stagione, il campionato diventa ufficialmente un campionato mondiale FIA.
L'E-Prix di Dirʿiyya è stata la prima gara della competizione corsa in notturna, grazie a un'illuminazione LED a basso consumo grazie all'energia proveniente completamente da fonti rinnovabili. L'E-Prix di Valencia è stata inoltre la prima gara di Formula E a svolgersi su un circuito permanente.
In Italia è stata trasmessa in diretta su Sky Sport Uno e contemporaneamente in chiaro sul 20 o Italia 1.

## Regolamento e aspetti tecnici

### Regolamento tecnico
- I produttori saranno in grado di modificare la vettura solo una volta per due stagioni: le squadre hanno la possibilità di introdurre una nuova vettura per la stagione 2020-21, 2021-22 o utilizzare la vettura della stagione precedente.
- Il numero massimo di aggiornamenti software è stato limitato ad 1 per gara.[5]
- Viene imposto un limite sulle componenti utilizzabili: 2 volanti, 2 unità di controllo, 3 pance laterali, 3 ali posteriori e 4 passaruota anteriori.[6]
- I team potranno utilizzare una sola specifica software della centralina di controllo, da dichiarare prima dell’avvio del campionato.[6]
- Dall'E-Prix di Monaco 2021, dallo scattare del 40º minuto di gara, non si potrà sottrarre energia dopo i periodi di Safety Car o Full Course Yellow.[7]

### Regolamento sportivo
- Il tempo dei gruppi di qualifica passa da 6 a 4 minuti.[5]
- Rimane invariata la potenza in qualifica a 250 Kw (340 cavalli) e in gara a 200 Kw (272 cavalli).

### Gen2EVO
La stagione sarebbe dovuta essere caratterizzata dall'esordio della nuova vettura: la Gen2EVO, tuttavia a causa delle tempistiche rallentate dalla pandemia di COVID-19 durante la stagione precedente, l'esordio è stato rinviato alla stagione 2021-2022.

## Scuderie e piloti
| Scuderia                         | Costruttore          | Vettura                          | Gomme | N. | Piloti                 | Gare  | Collaudatore/Terzo pilota                |
| -------------------------------- | -------------------- | -------------------------------- | ----- | -- | ---------------------- | ----- | ---------------------------------------- |
| Audi Sport ABT Schaeffler        | Spark-Audi           | Audi e-tron FE07                 | M     | 11 | Lucas Di Grassi        | Tutte |                                          |
| Audi Sport ABT Schaeffler        | Spark-Audi           | Audi e-tron FE07                 | M     | 33 | René Rast              | Tutte |                                          |
| BMW i Andretti Motorsport        | Spark–BMW            | BMW iFE.21                       | M     | 28 | Maximilian Günther     | Tutte | Sheldon van der Linde Philipp Eng        |
| BMW i Andretti Motorsport        | Spark–BMW            | BMW iFE.21                       | M     | 27 | Jake Dennis            | Tutte | Sheldon van der Linde Philipp Eng        |
| Dragon / Penske Autosport        | Spark-Penske         | Penske EV-4 Penske EV-5          | M     | 7  | Sérgio Sette Câmara    | Tutte |                                          |
| Dragon / Penske Autosport        | Spark-Penske         | Penske EV-4 Penske EV-5          | M     | 6  | Nico Müller            | 1-7   |                                          |
| Dragon / Penske Autosport        | Spark-Penske         | Penske EV-4 Penske EV-5          | M     | 6  | Joel Eriksson          | 8-15  |                                          |
| DS Techeetah                     | Spark-DS Automobiles | DS E-Tense FE20 DS E-Tense FE21  | M     | 25 | Jean-Éric Vergne       | Tutte | James Rossiter                           |
| DS Techeetah                     | Spark-DS Automobiles | DS E-Tense FE20 DS E-Tense FE21  | M     | 13 | António Félix da Costa | Tutte | James Rossiter                           |
| Envision Virgin Racing           | Spark-Audi           | Audi e-tron FE07                 | M     | 4  | Robin Frijns           | Tutte |                                          |
| Envision Virgin Racing           | Spark-Audi           | Audi e-tron FE07                 | M     | 37 | Nick Cassidy           | Tutte |                                          |
| Jaguar Racing                    | Spark-Jaguar         | Jaguar I-Type 5                  | M     | 10 | Sam Bird               | Tutte | Sacha Fenestraz Tom Dillmann             |
| Jaguar Racing                    | Spark-Jaguar         | Jaguar I-Type 5                  | M     | 20 | Mitch Evans            | Tutte | Sacha Fenestraz Tom Dillmann             |
| Mahindra Racing                  | Spark–Mahindra       | Mahindra M7Electro               | M     | 29 | Alexander Sims         | Tutte | Nick Heidfeld                            |
| Mahindra Racing                  | Spark–Mahindra       | Mahindra M7Electro               | M     | 94 | Alex Lynn              | Tutte | Nick Heidfeld                            |
| Mercedes EQ Formula E Team       | Spark-Mercedes       | Mercedes-Benz EQ Silver Arrow 02 | M     | 5  | Stoffel Vandoorne      | Tutte | Gary Paffett                             |
| Mercedes EQ Formula E Team       | Spark-Mercedes       | Mercedes-Benz EQ Silver Arrow 02 | M     | 17 | Nyck de Vries          | Tutte | Gary Paffett                             |
| NIO 333 Formula E Team           | Spark-NIO            | NIO 333 001                      | M     | 8  | Oliver Turvey          | Tutte | Adam Carroll Luca Filippi Salvador Durán |
| NIO 333 Formula E Team           | Spark-NIO            | NIO 333 001                      | M     | 88 | Tom Blomqvist          | Tutte | Adam Carroll Luca Filippi Salvador Durán |
| Nissan e.dams                    | Spark–Nissan         | Nissan IM02 Nissan IM03          | M     | 22 | Oliver Rowland         | Tutte | Mitsunori Takaboshi Jann Mardenborough   |
| Nissan e.dams                    | Spark–Nissan         | Nissan IM02 Nissan IM03          | M     | 23 | Sébastien Buemi        | Tutte | Mitsunori Takaboshi Jann Mardenborough   |
| ROKiT Venturi Racing             | Spark-Mercedes       | Mercedes-Benz EQ Silver Arrow 02 | M     | 71 | Norman Nato            | Tutte | Jake Hughes                              |
| ROKiT Venturi Racing             | Spark-Mercedes       | Mercedes-Benz EQ Silver Arrow 02 | M     | 48 | Edoardo Mortara        | Tutte | Jake Hughes                              |
| TAG Heuer Porsche Formula E Team | Spark-Porsche        | Porsche 99X Electric             | M     | 36 | André Lotterer         | Tutte | Neel Jani Simona de Silvestro            |
| TAG Heuer Porsche Formula E Team | Spark-Porsche        | Porsche 99X Electric             | M     | 99 | Pascal Wehrlein        | Tutte | Neel Jani Simona de Silvestro            |

### Piloti
- Sam Bird lascia la Virgin e passa alla Jaguar, viene confermato Mitch Evans.[28]
- Nick Cassidy viene ingaggiato alla Virgin, Robin Frijns viene riconfermato.[26]
- Pascal Wehrlein viene ingaggiato alla Porsche, André Lotterer viene riconfermato.[46]
- Alexander Sims lascia la BMW i Andretti e passa alla Mahindra.[32]
- Maximilian Günther viene confermato alla BMW i Andretti.[14]
- Il 14 ottobre 2020 Oliver Rowland e Sébastien Buemi vengono confermati come piloti dalla Nissan e.dams.[41]
- Oliver Turvey viene confermato dal team NIO 333.[35]
- Norman Nato viene promosso dalla ROKiT Venturi Racing, Edoardo Mortara viene confermato.[43]
- Il 27 ottobre 2020 Audi conferma Lucas Di Grassi e promuove René Rast a pilota a tempo pieno.[12]
- Il 29 ottobre 2020 Mercedes conferma Stoffel Vandoorne e Nyck de Vries come piloti.[33]
- Il 30 ottobre 2020, Jake Dennis viene ingaggiato dalla BMW i Andretti.[16]
- António Félix da Costa e Jean-Éric Vergne vengono confermati dalla DS Techeetah.[24]
- Sérgio Sette Câmara viene confermato dalla Dragon.[18]
- Il 24 novembre Tom Blomqvist viene ingaggiato come pilota della NIO 333 Formula E Team.[38]
- Il 25 novembre Alex Lynn viene confermato dalla Mahindra.[31]
- L'11 dicembre Nico Müller viene confermato dalla Dragon / Penske Autosport.[19] Il 3 luglio il pilota conferma l'uscita dalla scuderia per concentrarsi sul campionato Deutsche Tourenwagen Masters.[47]
- Il 27 maggio 2021 Tom Dillmann viene annunciato come pilota di riserva della Jaguar Racing.[30]

### Scuderie
- Il 30 novembre 2020 Audi ha annunciato il ritiro dalla Formula E alla fine della stagione[48].
- Il 2 dicembre 2020 BMW ha confermato il ritiro dalla Formula E come team[49], restando il fornitore di propulsori per il team Andretti Autosport[50].
- Il 15 agosto, prima dell'ultima gara della stagione, Mercedes EQ Formula E Team decide di lasciare il mondiale elettrico dopo la stagione 2021-2022[51].

### Vetture
- I team DS Techeetah[22], Dragon / Penske Autosport[52] e Nissan e.dams[39] utilizzano le medesime vetture dell'edizione 2019-2020, scegliendo di passare al nuovo power train nel corso della stagione.
- Il team Porsche ha presentato una nuova vettura, mantenendo la denominazione dell'anno precedente.[45]
- Dall'E-Prix di Roma 2021 la DS Techeetah utilizza la nuova power train DS E-Tense FE21.[23]
- Dall'E-Prix di Monaco 2021 Dragon / Penske Autosport e Nissan e.dams utilizzano una nuova power train rispettivamente: Penske EV-5 e Nissan IM03[40].

## Calendario
Come per altre categorie motoristiche, anche la stesura del calendario di Formula E è stata condizionata dalla pandemia del COVID-19. Tra le conferme si notano i nuovi layout di Roma e Monaco che utilizza per la prima volta la stessa configurazione della Formula 1. Il 27 marzo 2021 la FIA ha annunciato che a Roma e a Valencia si terranno due E-Prix per ciascuna città. Il 22 aprile la Formula E completa il calendario.
| Gara | E-Prix             | Tracciato                                    | Nazione        | Layout           | Data             | Ora    | Ora   | Ora                     | Diretta TV                       |
| Gara | E-Prix             | Tracciato                                    | Nazione        | Layout           | Data             | Locale | UTC   | Italia                  | Diretta TV                       |
| ---- | ------------------ | -------------------------------------------- | -------------- | ---------------- | ---------------- | ------ | ----- | ----------------------- | -------------------------------- |
| 1    | E-Prix di Dirʿiyya | Circuito cittadino di Dirʿiyya               | Arabia Saudita |                  | 26 febbraio 2021 | 20:00  | 17:00 | 18:00                   | 20 Sky Sport Collection          |
| 2    | E-Prix di Dirʿiyya | Circuito cittadino di Dirʿiyya               | Arabia Saudita | 27 febbraio 2021 | 20:00            | 17:00  | 18:00 |                         | 20 Sky Sport Collection          |
| 3    | E-Prix di Roma     | Circuito cittadino dell'EUR                  | Italia         |                  | 10 aprile 2021   | 16:00  | 14:00 | 16:00                   | Sky Sport Collection Italia 1    |
| 4    | E-Prix di Roma     | Circuito cittadino dell'EUR                  | Italia         | 11 aprile 2021   | 13:00            | 11:00  | 13:00 |                         | Sky Sport Collection Italia 1    |
| 5    | E-Prix di Valencia | Circuito di Valencia                         | Spagna         |                  | 24 aprile 2021   | 15:00  | 13:00 | 15:00                   | Sky Sport Collection Italia 1    |
| 6    | E-Prix di Valencia | Circuito di Valencia                         | Spagna         | 25 aprile 2021   | 14:00            | 12:00  | 14:00 | 20 Sky Sport Collection |                                  |
| 7    | E-Prix di Monaco   | Circuito di Monte Carlo                      | Monaco         |                  | 8 maggio 2021    | 16:00  | 14:00 | 16:00                   | Sky Sport Collection Italia 1    |
| 8    | E-Prix di Puebla   | Circuito di Puebla                           | Messico        |                  | 19 giugno 2021   | 16:00  | 21:00 | 23:00                   | Eurosport 1 20                   |
| 9    | E-Prix di Puebla   | Circuito di Puebla                           | Messico        | 20 giugno 2021   | 16:00            | 21:00  | 23:00 |                         | Eurosport 1 20                   |
| 10   | E-Prix di New York | Circuito cittadino di Brooklyn               | Stati Uniti    |                  | 10 luglio 2021   | 16:30  | 20:30 | 22:30                   | 20 Sky Sport Collection          |
| 11   | E-Prix di New York | Circuito cittadino di Brooklyn               | Stati Uniti    | 11 luglio 2021   | 13:30            | 17:30  | 19:30 |                         | 20 Sky Sport Collection          |
| 12   | E-Prix di Londra   | Circuito del centro espositivo ExCeL         | Regno Unito    |                  | 24 luglio 2021   | 15:00  | 14:00 | 16:00                   | 20 Sky Sport Collection          |
| 13   | E-Prix di Londra   | Circuito del centro espositivo ExCeL         | Regno Unito    | 25 luglio 2021   | 14:00            | 13:00  | 15:00 |                         | 20 Sky Sport Collection          |
| 14   | E-Prix di Berlino  | Circuito dell'aeroporto di Berlino-Tempelhof | Germania       |                  | 14 agosto 2021   | 14:00  | 12:00 | 14:00                   | 20 Sky Sport Collection          |
| 15   | E-Prix di Berlino  | Circuito dell'aeroporto di Berlino-Tempelhof | Germania       |                  | 15 agosto 2021   | 15:30  | 13:30 | 15:30                   | 20 Sky Sport Collection Italia 1 |

## Test precampionato
I test precampionato si sono svolti sul circuito Ricardo Tormo di Valencia, Spagna, dal 28 novembre al 1º dicembre 2020, ad eccezione del 30 novembre. Ogni giorno è stato suddiviso in due sessioni, con una sessione mattutina dalle 09:00 alle 12:00 e una sessione pomeridiana dalle 14:00 alle 17:00, ad eccezione del 1º dicembre che sarà suddiviso in un'unica sessione dalle 09:00 alle 15:00.
| Circuito             | Data                     | Pilota più veloce      | Team                             | Tempo    | Giro |
| -------------------- | ------------------------ | ---------------------- | -------------------------------- | -------- | ---- |
| Circuito di Valencia | 28 novembre (mattina)    | Edoardo Mortara        | ROKiT Venturi Racing             | 1:18.148 | 43   |
| Circuito di Valencia | 28 novembre (pomeriggio) | André Lotterer         | TAG Heuer Porsche Formula E Team | 1:12.519 | 27   |
| Circuito di Valencia | 29 novembre (mattina)    | António Félix da Costa | DS Techeetah                     | 1:11.948 | 41   |
| Circuito di Valencia | 29 novembre (pomeriggio) | Alex Lynn              | Mahindra Racing                  | 1:11.941 | 42   |
| Circuito di Valencia | 1º dicembre              | Maximilian Günther     | BMW i Andretti Motorsport        | 1:11.760 | 74   |

## Risultati e classifiche

### Gare
| Round | E-Prix   | Qualifiche        | Qualifiche             | Gara                   | Gara                   | Gara                       | Resoconto |
| Round | E-Prix   | Gruppi            | Pole position          | Giro veloce            | Pilota vincitore       | Team vincitore             | Resoconto |
| ----- | -------- | ----------------- | ---------------------- | ---------------------- | ---------------------- | -------------------------- | --------- |
| 1     | Dirʿiyya | Nyck de Vries     | Nyck de Vries          | René Rast              | Nyck de Vries          | Mercedes EQ Formula E Team | Resoconto |
| 2     | Dirʿiyya | Robin Frijns      | Robin Frijns           | Nyck de Vries          | Sam Bird               | Jaguar Racing              | Resoconto |
| 3     | Roma     | Oliver Rowland    | Stoffel Vandoorne      | Mitch Evans            | Jean-Éric Vergne       | DS Techeetah               | Resoconto |
| 4     | Roma     | Norman Nato       | Nick Cassidy           | Stoffel Vandoorne      | Stoffel Vandoorne      | Mercedes EQ Formula E Team | Resoconto |
| 5     | Valencia | Alex Lynn         | António Félix da Costa | Robin Frijns           | Nyck de Vries          | Mercedes EQ Formula E Team | Resoconto |
| 6     | Valencia | Jake Dennis       | Jake Dennis            | Alex Lynn              | Jake Dennis            | BMW i Andretti Motorsport  | Resoconto |
| 7     | Monaco   | Robin Frijns      | António Félix da Costa | Jean-Éric Vergne       | António Félix da Costa | DS Techeetah               | Resoconto |
| 8     | Puebla   | Pascal Wehrlein   | Pascal Wehrlein        | René Rast              | Lucas Di Grassi        | Audi Sport ABT Schaeffler  | Resoconto |
| 9     | Puebla   | Jake Dennis       | Oliver Rowland         | René Rast              | Edoardo Mortara        | ROKiT Venturi Racing       | Resoconto |
| 10    | New York | Sébastien Buemi   | Nick Cassidy           | Sam Bird               | Maximilian Günther     | BMW i Andretti Motorsport  | Resoconto |
| 11    | New York | Sam Bird          | Sam Bird               | António Félix da Costa | Sam Bird               | Jaguar Racing              | Resoconto |
| 12    | Londra   | André Lotterer    | Alex Lynn              | René Rast              | Jake Dennis            | BMW i Andretti Motorsport  | Resoconto |
| 13    | Londra   | Alex Lynn         | Stoffel Vandoorne      | Robin Frijns           | Alex Lynn              | Mahindra Racing            | Resoconto |
| 14    | Berlino  | Jean-Éric Vergne  | Jean-Éric Vergne       | René Rast              | Lucas Di Grassi        | Audi Sport ABT Schaeffler  | Resoconto |
| 15    | Berlino  | Stoffel Vandoorne | Stoffel Vandoorne      | René Rast              | Norman Nato            | ROKiT Venturi Racing       | Resoconto |

1. ↑  Il punto aggiuntivo è stato assegnato a René Rast in quanto Vandoorne ha effettuato il suo giro veloce utilizzando il fanboost.
2. ↑  Il punto aggiuntivo è stato assegnato a Stoffel Vandoorne in quanto Nyck de Vries non si è classificato fra i primi dieci.
3. ↑  Il punto aggiuntivo è stato assegnato a Alex Lynn in quanto Alexander Sims non si è classificato fra i primi dieci.
4. ↑  Il punto aggiuntivo è stato assegnato a Jean-Éric Vergne in quanto Stoffel Vandoorne non si è classificato fra i primi dieci.
5. ↑  Il punto aggiuntivo è stato assegnato a René Rast in quanto Oliver Rowland non si è classificato fra i primi dieci.
6. ↑  Il punto aggiuntivo è stato assegnato a Sam Bird in quanto Norman Nato non si è classificato fra i primi dieci.
7. ↑  Il punto aggiuntivo è stato assegnato a António Félix da Costa in quanto Mitch Evans non si è classificato fra i primi dieci.
8. ↑  Il punto aggiuntivo è stato assegnato a René Rast in quanto Mitch Evans non si è classificato fra i primi dieci.
9. ↑  Il punto aggiuntivo è stato assegnato a René Rast in quanto Lucas Di Grassi non si è classificato fra i primi dieci.

### Classifica piloti
I punti sono assegnati ai primi 10 classificati in ogni gara, a colui che parte in Pole Position, al pilota con il giro più veloce in gara classificato nei primi 10 e al pilota con il giro più veloce nei gruppi di qualifica. I punti sono assegnati secondo questo schema:
| Posizione | 1ª | 2ª | 3ª | 4ª | 5ª | 6ª | 7ª | 8ª | 9ª | 10ª | Pole | GV | GVQ |
| --------- | -- | -- | -- | -- | -- | -- | -- | -- | -- | --- | ---- | -- | --- |
| Punti     | 25 | 18 | 15 | 12 | 10 | 8  | 6  | 4  | 2  | 1   | 3    | 1  | 1   |

| Pos   | Pilota                 | DIR | DIR | ROM  | ROM  | VAL | VAL  | MON  | PUE  | PUE  | NYC  | NYC | LON  | LON  | BER | BER  | Punti |
| ----- | ---------------------- | --- | --- | ---- | ---- | --- | ---- | ---- | ---- | ---- | ---- | --- | ---- | ---- | --- | ---- | ----- |
| 1     | Nyck de Vries          | 1G* | 9*  | Rit* | Rit* | 1   | 16*  | Rit* | 9*   | Rit* | 13*  | 18* | 2*   | 2*   | 22* | 8*   | 99    |
| 2     | Edoardo Mortara        | 2   | INF | Rit  | 4    | Rit | 9    | 12   | 3    | 1    | 14   | 17  | 9    | 11   | 2   | Rit  | 92    |
| 3     | Jake Dennis            | 12* | Rit | Rit  | 13   | 8   | 1G   | 16   | 5    | 5G   | Rit  | 16  | 1    | 9    | 5   | Rit  | 91    |
| 4     | Mitch Evans            | 3   | Rit | 3    | 6    | Rit | 15   | 3    | 8    | 9    | Rit  | 13  | 14   | 3    | 3*  | Rit* | 90    |
| 5     | Robin Frijns           | 17  | 2G  | 4    | 18   | 6   | 19   | 2G   | 16   | 11   | 5    | 8   | 13   | 4    | 15  | 12   | 89    |
| 6     | Sam Bird               | Rit | 1   | 2*   | Rit* | SQ* | 14   | 7*   | Rit* | 12   | 9*   | 1G* | Rit* | Rit* | Rit | 7    | 87    |
| 7     | Lucas Di Grassi        | 9*  | 8*  | Rit  | Rit  | 7*  | 10*  | 10   | 1*   | 18*  | 3    | 14* | 6    | SQ   | 1   | 20*  | 87    |
| 8     | António Félix da Costa | 11* | 3*  | Rit* | 7*   | SQ* | 22*  | 1*   | 6*   | Rit* | 12*  | 3*  | 8*   | Rit* | 7*  | Rit* | 86    |
| 9     | Stoffel Vandoorne      | 8*  | 13* | Rit* | 1*   | 3*  | Rit* | Rit* | 7*   | 13*  | Rit* | 12* | 7*   | 15*  | 12  | 3G*  | 82    |
| 10    | Jean-Éric Vergne       | 15  | 12  | 1    | 11   | 9   | 7    | 4*   | Rit  | 8    | 2*   | Rit | 12*  | 12   | 6G  | 11   | 80    |
| 11    | Pascal Wehrlein        | 5   | 10  | 7    | 3    | Rit | 18   | Rit  | SQG  | 4*   | Rit  | 4   | 10   | 5    | 21  | 6    | 79    |
| 12    | Alex Lynn              | Rit | Rit | 8    | 17   | SQG | 3    | 9    | 10   | 6    | 11   | 9   | 3    | 1G*  | 20* | 13   | 78    |
| 13    | René Rast              | 4   | 17  | 6    | Rit  | 5   | 6    | Rit  | 2    | 10   | 10   | 20  | 5    | Rit  | 9   | 9    | 78    |
| 14    | Oliver Rowland         | 6   | 7   | 12G  | 16   | SQ  | 4    | 6    | SQ   | 3    | 7    | 19  | SQ   | 18   | 13  | 2    | 77    |
| 15    | Nick Cassidy           | 19  | 14  | 15   | Rit* | 4*  | 13*  | 8    | Rit  | 2    | 4    | 2   | 11   | 7    | 14  | 17   | 76    |
| 16    | Maximilian Günther     | Rit | Rit | 9    | 5    | Rit | 12   | 5    | 12   | 7    | 1    | 10  | 18   | 6    | 8   | 15   | 66    |
| 17    | André Lotterer         | 16  | 11  | 14   | 15   | Rit | 2    | 17   | SQ   | 17   | 8    | 5   | 4G   | 17   | 10  | 4    | 58    |
| 18    | Norman Nato            | 14  | 16  | 11   | SQG  | Rit | 5    | 13   | 14   | Rit  | 15   | 7   | Rit  | Rit  | 4   | 1    | 54    |
| 19    | Alexander Sims         | 7   | 15  | Rit  | 2    | SQ  | 23   | Rit  | 4    | Rit  | Rit  | 6   | Rit  | 16   | 17* | 5    | 54    |
| 20    | Nico Müller            | 21  | 5   | 13   | 9    | 2   | 20   | 18   |      |      |      |     |      |      |     |      | 30    |
| 21    | Sébastien Buemi        | 13  | Rit | 5    | 10   | Rit | 11   | 11   | SQ   | 14   | 6G   | 15  | SQ   | 13   | 11  | 14   | 20    |
| 22    | Sérgio Sette Câmara    | 20  | 4*  | 16*  | 12   | Rit | 21   | 15   | 15   | 16   | 18   | 11  | 17   | 8    | 18  | 18   | 16    |
| 23    | Oliver Turvey          | 10  | 6   | NP   | 14   | Rit | 8    | 19   | 11   | Rit  | Rit  | Rit | 15   | 14   | 19  | 19   | 13    |
| 24    | Tom Blomqvist          | 18  | 18  | 10   | 8    | Rit | 17   | 14   | 13   | Rit  | 16   | 21  | Rit  | 19   | Rit | 10   | 6     |
| 25    | Joel Eriksson          |     |     |      |      |     |      |      | 17   | 15   | 17   | 22  | 16   | 10   | 16  | 16   | 1     |
| Fonte |                        |     |     |      |      |     |      |      |      |      |      |     |      |      |     |      |       |

| Colore  | Risultato             |
| ------- | --------------------- |
| Oro     | Vincitore             |
| Argento | 2º posto              |
| Bronzo  | 3º posto              |
| Verde   | Finito a punti        |
| Blu     | Finito senza punti    |
| Viola   | Ritirato (Rit)        |
| Viola   | Non classificato (NC) |
| Rosso   | Non qualificato (NQ)  |
| Nero    | Squalificato (SQ)     |
| Bianco  | Non partito (NP)      |
| Bianco  | Non ha gareggiato     |
| Bianco  | Infortunato (INF)     |
| Bianco  | Escluso (ES)          |
| Bianco  | Gara cancellata (C)   |

### Classifica squadre
| Pos    | Team                             | N. | DIR | DIR | ROM  | ROM  | VAL | VAL  | MON  | PUE  | PUE  | NYC  | NYC | LON  | LON  | BER | BER  | Punti |
| ------ | -------------------------------- | -- | --- | --- | ---- | ---- | --- | ---- | ---- | ---- | ---- | ---- | --- | ---- | ---- | --- | ---- | ----- |
| 1      | Mercedes EQ Formula E Team       | 5  | 8*  | 13* | Rit* | 1*   | 3*  | Rit* | Rit* | 7*   | 13*  | Rit* | 12* | 7*   | 15*  | 12  | 3G*  | 181   |
| 1      | Mercedes EQ Formula E Team       | 17 | 1G* | 9*  | Rit* | Rit* | 1   | 16*  | Rit* | 9*   | Rit* | 13*  | 18* | 2*   | 2*   | 22* | 8*   | 181   |
| 2      | Jaguar Racing                    | 10 | Rit | 1   | 2*   | Rit* | SQ* | 14   | 7*   | Rit* | 12   | 9*   | 1G* | Rit* | Rit* | Rit | 7    | 177   |
| 2      | Jaguar Racing                    | 20 | 3   | Rit | 3    | 6    | Rit | 15   | 3    | 8    | 9    | Rit  | 13  | 14   | 3    | 3*  | Rit* | 177   |
| 3      | DS Techeetah                     | 25 | 15  | 12  | 1    | 11   | 9   | 7    | 4*   | Rit  | 8    | 2*   | Rit | 12*  | 12   | 6G  | 11   | 166   |
| 3      | DS Techeetah                     | 13 | 11* | 3*  | Rit* | 7*   | SQ* | 22   | 1*   | 6*   | Rit* | 12*  | 3*  | 8*   | Rit* | 7*  | Rit* | 166   |
| 4      | Audi Sport ABT Schaeffler        | 11 | 9*  | 8*  | Rit  | Rit  | 7*  | 10*  | 10   | 1*   | 18*  | 3    | 14* | 6    | SQ   | 1   | 20*  | 165   |
| 4      | Audi Sport ABT Schaeffler        | 33 | 4   | 17  | 6    | Rit  | 5   | 6    | Rit  | 2    | 10   | 10   | 20  | 5    | Rit  | 9   | 9    | 165   |
| 5      | Envision Virgin Racing           | 4  | 17  | 2G  | 4    | 18   | 6   | 19   | 2G   | 16   | 11   | 5    | 8   | 13   | 4    | 15  | 12   | 165   |
| 5      | Envision Virgin Racing           | 37 | 19  | 14  | 15   | Rit* | 4*  | 13*  | 8    | Rit  | 2    | 4    | 2   | 11   | 7    | 14  | 17   | 165   |
| 6      | BMW i Andretti Motorsport        | 28 | Rit | Rit | 9    | 5    | Rit | 12   | 5    | 12   | 7    | 1    | 10  | 18   | 6    | 8   | 15   | 157   |
| 6      | BMW i Andretti Motorsport        | 27 | 12* | Rit | Rit  | 13   | 8   | 1G   | 16   | 5    | 5G   | Rit  | 16  | 1    | 9    | 5   | Rit  | 157   |
| 7      | ROKiT Venturi Racing             | 71 | 14  | 16  | 11   | SQG  | Rit | 5    | 13   | 14   | Rit  | 15   | 7   | Rit  | Rit  | 4   | 1    | 146   |
| 7      | ROKiT Venturi Racing             | 48 | 2   | INF | Rit  | 4    | Rit | 9    | 12   | 3    | 1    | 14   | 17  | 9    | 11   | 2   | Rit  | 146   |
| 8      | TAG Heuer Porsche Formula E Team | 36 | 16  | 11  | 14   | 15   | Rit | 2    | 17   | SQ   | 17   | 8    | 5   | 4G   | 17   | 10  | 4    | 137   |
| 8      | TAG Heuer Porsche Formula E Team | 99 | 5   | 10  | 7    | 3    | Rit | 18   | Rit  | SQG  | 4*   | Rit  | 4   | 10   | 5    | 21  | 6    | 137   |
| 9      | Mahindra Racing                  | 29 | 7   | 15  | Rit  | 2    | SQ  | 23   | Rit  | 4    | Rit  | Rit  | 6   | Rit  | 16   | 17* | 5    | 132   |
| 9      | Mahindra Racing                  | 94 | Rit | Rit | 8    | 17   | SQG | 3    | 9    | 10   | 6    | 11   | 9   | 3    | 1G*  | 20* | 13   | 132   |
| 10     | Nissan e.dams                    | 22 | 6   | 7   | 12G  | 16   | SQ  | 4    | 6    | SQ   | 3    | 7    | 19  | SQ   | 18   | 13  | 2    | 97    |
| 10     | Nissan e.dams                    | 23 | 13  | Rit | 5    | 10   | Rit | 11   | 11   | SQ   | 14   | 6G   | 15  | SQ   | 13   | 11  | 14   | 97    |
| 11     | Dragon / Penske Autosport        | 7  | 20  | 4*  | 16*  | 12   | Rit | 21   | 15   | 15   | 16   | 18   | 11  | 17   | 8    | 18  | 18   | 47    |
| 11     | Dragon / Penske Autosport        | 6  | 21  | 5   | 13   | 9    | 2   | 20   | 18   | 17   | 15   | 17   | 22  | 16   | 10   | 16  | 16   | 47    |
| 12     | NIO 333 Formula E Team           | 8  | 10  | 6   | NP   | 14   | Rit | 8    | 19   | 11   | Rit  | Rit  | Rit | 15   | 14   | 19  | 19   | 18    |
| 12     | NIO 333 Formula E Team           | 88 | 18  | 18  | 10   | 8    | Rit | 17   | 14   | 13   | Rit  | 16   | 21  | Rit  | 19   | Rit | 10   | 18    |
| Fonte: |                                  |    |     |     |      |      |     |      |      |      |      |      |     |      |      |     |      |       |